# Lybiidae
Lybiidae je čeleď ptáků z řádu šplhavců, kteří obývají Afriku.

## Systematika
Lybiidae je poměrně nově rozeznanou čeledí. Její zástupci byli původně řazeni k vousákovitým (Capitonidae), ze kterých však byli na základě analýz DNA vyjmuti a byl jim přiřazen status samostatné čeledi.

### Seznam druhů
Rozeznávají se následují druhy:
- rod Gymnobucco
  - vousák šedohrdlý (Gymnobucco bonapartei)
  - vousák tmavý (Gymnobucco sladeni)
  - vousák štětinatý (Gymnobucco peli)
  - vousák naholící (Gymnobucco calvus)

- rod Stactolaema
  - vousák bělouchý (Stactolaema leucotis)
  - vousák bělokřídlý (Stactolaema whytii)
  - vousák žlutohlavý (Stactolaema anchietae)
  - vousák olivový (Stactolaema olivacea)

- rod Pogoniulus
  - vousák šupinkový (Pogoniulus scolopaceus)
  - vousák světlý (Pogoniulus simplex)
  - vousák horský (Pogoniulus leucomystax)
  - vousák bělovousý (Pogoniulus coryphaea)
  - vousák konžský (Pogoniulus atroflavus)
  - vousák drobný (Pogoniulus subsulphureus)
  - vousák žlutokostřecový (Pogoniulus bilineatus)
  - vousák bělouzdičkový (Pogoniulus makawai)
  - vousák ohnivý (Pogoniulus pusillus)
  - vousák zlatočelý (Pogoniulus chrysoconus)

- rod Buccanodon
  - vousák žlutoskvrnný (Buccanodon duchaillui)

- rod Tricholaema
  - vousák vlasatý (Tricholaema hirsuta)
  - vousák rudočelý (Tricholaema diademata)
  - vousák hnědolící (Tricholaema frontata)
  - vousák strakatý (Tricholaema leucomelas)
  - vousák skvrnitoboký (Tricholaema lacrymosa)
  - vousák černohlavý (Tricholaema melanocephala)

- rod Lybius
  - vousák vlnkovaný (Lybius undatus)
  - vousák křivčí (Lybius vieilloti)
  - vousák bělohlavý (Lybius leucocephalus)
  - vousák Chaplinův (Lybius chaplini)
  - vousák červenolící (Lybius rubrifacies)
  - vousák škraboškový (Lybius guifsobalito)
  - vousák obojkový (Lybius torquatus)
  - vousák hnědoprsý (Lybius melanopterus)
  - vousák černohřbetý (Lybius minor)
  - vousák rovníkový (Lybius bidentatus)
  - vousák senegalský (Lybius dubius)
  - vousák Rolletův (Lybius rolleti)

- rod Trachyphonus
  - vousák žlutozobý (Trachyphonus purpuratus)
  - vousák Levaillantův (Trachyphonus vaillantii)
  - vousák červenožlutý (Trachyphonus erythrocephalus)
  - vousák kropenatý (Trachyphonus margaritatus)
  - vousák východoafrický (Trachyphonus darnaudii)
  - vousák usambirský (Trachyphonus usambiro)

## Popis

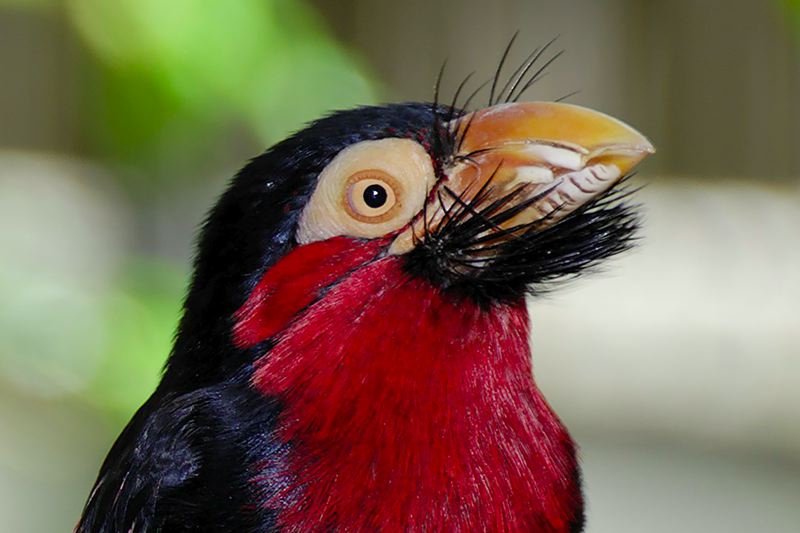
Vousák senegalský (Lybius dubius) s dobře vyvinutými štětinami

Jedná se o menší ptáky s délkou těla kolem 15–25 cm. Tělo je malé, avšak statné, krk natolik krátký, až se zdá, že není vůbec přítomen. Zobák kónického tvaru je krátký, avšak velmi silný, s ostrou špičkou. Podobně jako někteří další šplhavci, vousákům vyrůstají od kořene zobáku štětiny, které jsou u některých druhů natolik vyvinuty, že zakrývají většinu zobáku.

## Biologie
Hlavní potravní složku vousáků tvoří ovoce (hlavně fíky), avšak s oblibou si pochutnají i na bezobratlých. Stanoviště vousáků představují savany a deštné pralesy Afriky, především její subsaharské části. Jedná se o monogamní ptáky se sdílenou péčí o mláďata, nicméně některé druhy hnízdní kooperativně, tzn. hnízdícímu páru pomáhá v inkubaci, krmení a výchově mláďat jejich sociální skupina. Hnízdo si hloubí v tlejícím starším dřevě, případně v říčních březích nebo v termitištích. Kladou v průměru kolem 3 vajec. Hnízdo často bedlivě stráží před hnízdě parazitujícími medozvěstkami, jako je např. medozvěstka menší (Indicator minor). Inkubace zabírá kolem dvou týdnů. Ptáčata jsou nejdříve krmena hmyzem, avšak postupně je jim podáváno čím dál tím více ovoce. Ve věku kolem jednoho měsíce dochází k prvnímu letu, teritorium rodičů však mláďata často opouští až ve věku dvou měsíců. Hlavní ohrožení vousáků představuje zánik přirozených stanovišť.